# Maera othonis
Maera othonis är en kräftdjursart som beskrevs av H. Milne-Edwards. Maera othonis ingår i släktet Maera och familjen Melitidae. Arten är reproducerande i Sverige. Inga underarter finns listade i Catalogue of Life.